# Laurel Motors Corporation
Laurel Motors Corporation, vorher Laurel Motor Car Company, war ein US-amerikanischer Hersteller von Automobilen.

## Unternehmensgeschichte
Die Laurel Motor Car Company wurde in Richmond in Indiana gegründet. Im Juli 1916 wurde die Produktion von Automobilen angekündigt und im gleichen Jahr auch begonnen. Der Markenname lautete Laurel. 1917 entstanden 213 Fahrzeuge.
Am 14. November 1917 kam es zu einer Reorganisation. Die neue Firmierung lautete Laurel Motors Corporation. Der Sitz war nun in Anderson, ebenfalls in Indiana. Linfield Myers war Präsident, R. M. Roof Vizepräsident und Chefingenieur, W. H. Forse Sekretär und Charles E. Hayes Schatzmeister und Generalmanager. Es bestand eine Verbindung zur Roof Auto Specialty Company aus Anderson, die Tuningteile für das Ford Modell T herstellte. Die Produktion wurde fortgesetzt. Planungen beliefen sich auf 1000 Fahrzeuge im ersten Jahr und später 6000. Diese Zahlen wurden nie erreicht.
1920 endete die Produktion von Kraftfahrzeugen. Insgesamt entstanden weniger als 300 Fahrzeuge. Danach war das Unternehmen im Bereich Tuning aktiv und stellte auch Karosserien her.
1925 übernahm Arthur S. Sinclair das Unternehmen. Anfang der 1930er Jahre wurde es aufgelöst.

## Fahrzeuge
1916 stand das Model 35 im Angebot. Es hatte einen Vierzylindermotor mit 23 PS Leistung. Das Fahrgestell hatte 284 cm Radstand. Die Wagen waren als offene Tourenwagen mit fünf Sitzen karosseriert.
1917 kamen Tourenwagen mit sieben Sitzen und Roadster mit vier Sitzen dazu.
1918 erschien das neue Model 50. Es blieb bis zur Produktionsaufgabe im Sortiment. Der Motor war weiterhin ein Vierzylindermotor. Allerdings hatte er jetzt vier Ventile pro Zylinder, was für die damalige Zeit ungewöhnlich war. Robert M. Roof von der Roof Auto Specialty Company war dafür verantwortlich. Die Motorleistung war mit 50 PS angegeben. Der Radstand betrug 295 cm. Zur Wahl standen ein fünfsitziger Tourenwagen und ein viersitziger Roadster. Der Absatz blieb gering. So sind für 1920 nur sechs Fahrzeuge überliefert.

## Modellübersicht
| Jahr      | Modell   | Zylinder | Leistung (PS) | Radstand (cm) | Aufbau                                               |
| --------- | -------- | -------- | ------------- | ------------- | ---------------------------------------------------- |
| 1916      | Model 35 | 4        | 23            | 284           | Tourenwagen 5-sitzig                                 |
| 1917      | Model 35 | 4        | 23            | 284           | Roadster 4-sitzig, Tourenwagen 5-sitzig und 7-sitzig |
| 1918–1920 | Model 50 | 4        | 50            | 295           | Tourenwagen 5-sitzig, Roadster 4-sitzig              |